# Saman Khoda
Saman Khuda (fl. VIII secolo) è stato un nobile iraniano, Dehqan del villaggio di Saman e capostipite dei Samanidi.

## Biografia
Proveniva dalla provincia di Balkh, situata a nord di quello che poi verrà chiamato Afghanistan. Capostipite della dinastia dei Samanidi, una delle prime dinastie indigene della Persia islamica.
I suoi quattro nipoti ebbero dei territori dal califfo come ringraziamento per il loro fedele servizio. Suo figlio, Asad ibn Saman, venne chiamato così per onorare al-Maʾmūn.
Governò dall'819 all'864.